# 毒もみ
毒もみ（どくもみ）とは、海や河川などに毒を撒いて魚を取る漁法である。「毒もみ」とは宮城県などで使われる呼称で、他に毒流し（アメながし、秋田県）、根流し（福島県）などと呼ぶ地方もある。なお、アメリカやアフリカなど多くの地域で、魚にしか効果がない魚毒植物を使った毒漁（poison fishing）がおこなわれた。また、総称して魚毒漁とも呼ばれる。

## 概要
主に歴史上における狩猟採集社会において用いられた。水の中に毒を撒き、魚を麻痺させたり水中の酸素含有量を減らすことで、魚を簡単に手で捕まえることが出来るようになる。紀元前4世紀に魚毒漁が使われていたことが記録が残る。
かつては世界中で行われており、その土地にある固有の有毒植物が使われていたが、日本では主に山椒が使われていた。川の中で山椒の入った袋を揉んで毒の成分を出すので「毒もみ」と呼ぶ（山椒の皮に含まれるサンショオールには麻痺作用がある）。日本では1951年施行の水産資源保護法第六条で、調査研究のため農林水産大臣の許可を得た場合を除いて禁止されている。
現代では主に東南アジアで青酸カリを撒くシアン化合物漁が行われており、これは環境に著しい負荷を与え、特にサンゴ礁を破壊することで問題となっている。

## 歴史
淡水・海水問わず、毒もみに関しては世界中で歴史上の様々な文章に記されている。昔の人々は食料や医療目的など様々な用途に植物を使っており、植物の毒を漁につかうことは人類の歴史の中で非常に古い習慣である。神聖ローマ帝国のフリードリヒ2世は1212年に毒もみを禁止する法令を出しており、同様の法律が15世紀までの他のヨーロッパ諸国にも存在した。アメリカの先住民族であるタラフマラ族も毒を用いた漁を行っていた。
青酸カリなど魚だけでなく漁業者自身にも生命の危険がある科学的な毒物と違い、植物の毒は魚を一時的に麻痺させる程度の非常に弱いものなので、魚を多く捕まえられるように個人規模ではなくなるべく大規模で、渇水期に、小さい沢で行われるのが一般的であった。現地で長く使われてきた植物の毒には現代の調査で薬効が見いだされ、例えばサガリバナ科の Careya arborea は鎮痛剤や抗下痢剤として利用されている。

## 漁法の例
- 山椒の皮を剥いて乾かし、臼で搗き砕く。
- 砕いた粉末を、1貫（約3750グラム）につき木灰700匁（約2625グラム）の割合で混ぜる。
- 混合物を袋に入れ、河や池の水に入れ手で揉み解す。
- 水中に有毒成分が流れ出し、魚は毒に中り腹を上にして浮びあがる[8]。

## 毒もみの登場する作品
- 『毒もみのすきな署長さん』 - 宮沢賢治の童話（生前未発表）[8]。同じく賢治の童話『風の又三郎』には、失敗しているが少年らが毒もみをおこなう描写があるほか、「発破」という名称でダイナマイト漁が登場する[9]。
- 『イワナの怪』 - 南会津地方の民話で、岩魚坊主のバリエーションの一つ。